# Мелиоративный поселковый совет
Мелиорати́вный поселко́вый сове́т (укр. Меліоративнівська селищна рада) — входит в состав
Новомосковского района
Днепропетровской области
Украины.
Административный центр поселкового совета находится в 
пгт Мелиоративное.

## Населённые пункты совета
- пгт Мелиоративное